# بيت ملاصق

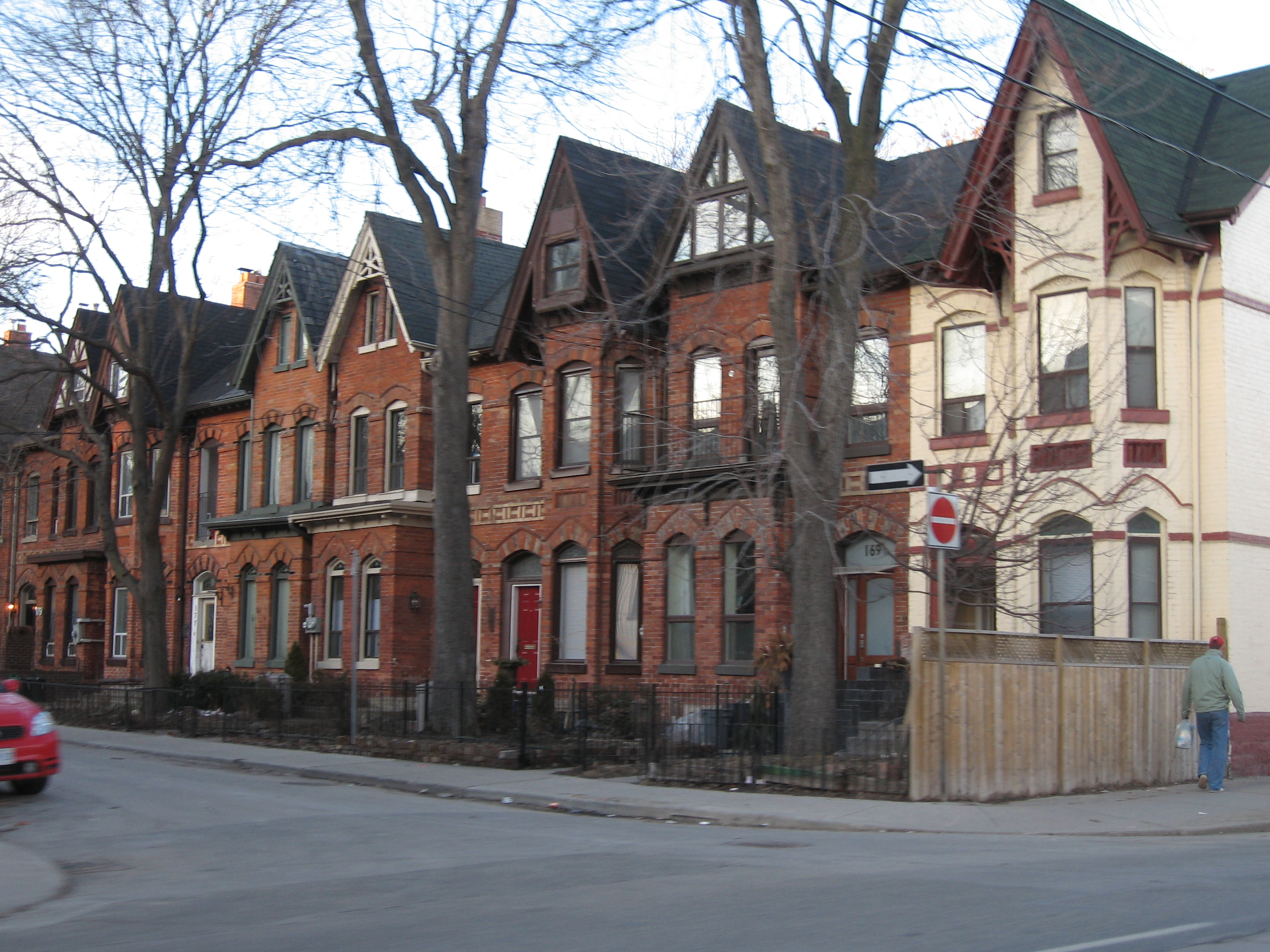
منازل متلاصقة في تورونتو كندا.

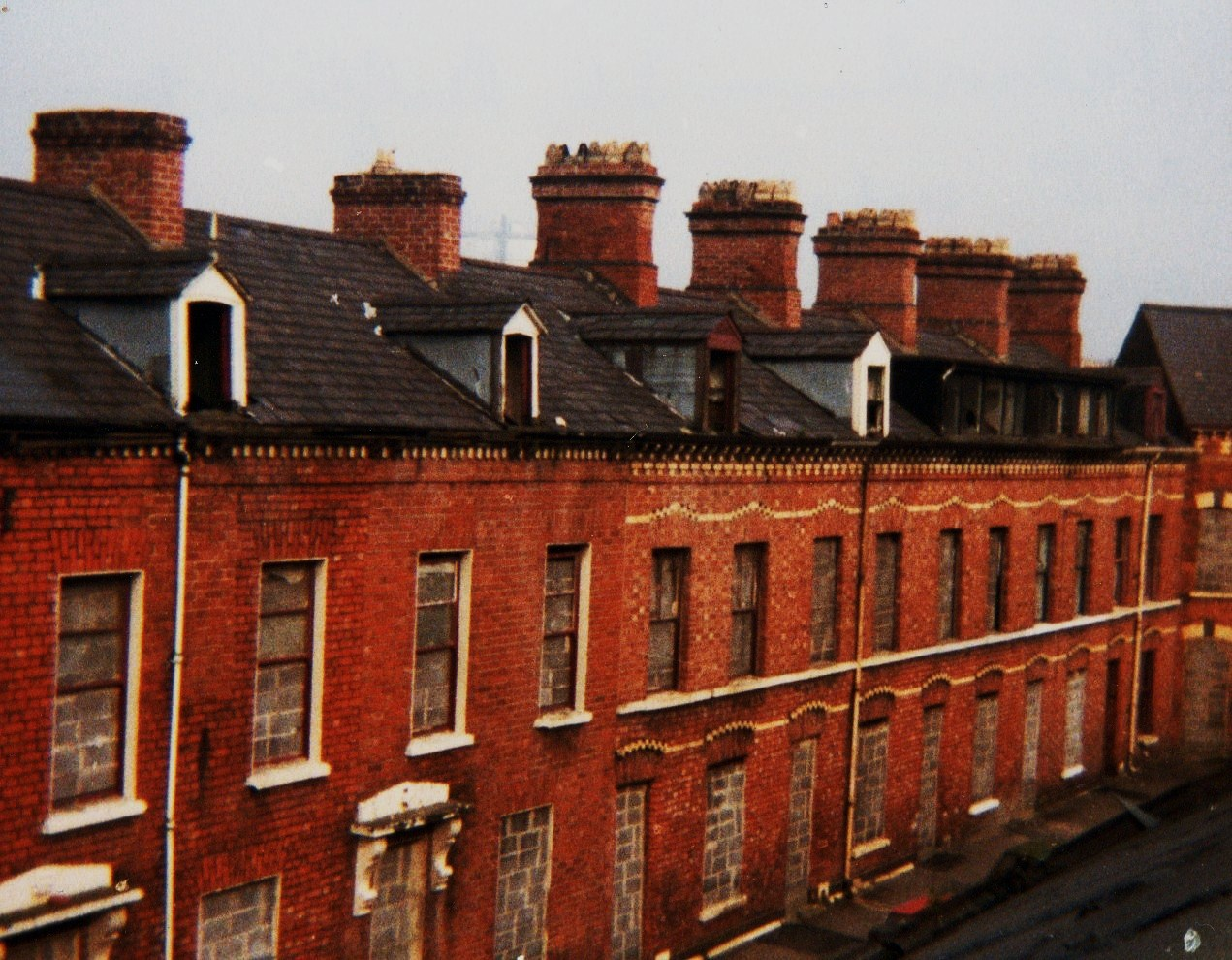
منازل متلاصقة في بلفاست في أيرلندا الشمالية (منازل متلاصقة).

المنزل الملاصق أو صف المنزل، هو نوع من منزل مستطيل عموما في التخطيط، والتي لديها واجهة على الشارع وأخرى على الحديقة الداخلية، التي ويتقاسم واحد أو أكثر من الجدران المحاذية مع المنازل المجاورة، وبالتالي من حيث الفضاء فهو ليس مستقل أو بعيد عن البيوت الأخرى.